# Isotherme
Isothermen (griechisch ἴσος ísos ‚gleich‘ sowie θέρμη thérmē ‚Wärme‘) sind Linien gleicher Temperatur:
{\displaystyle T={\text{konst.}}}
Sie gehören zu den Isolinien und werden in zahlreichen Diagrammen aus allen Bereichen der Natur- und Ingenieurwissenschaften verwendet. Alexander von Humboldt prägte 1817 die Vorstellung isothermer Linien (zunächst auf Französisch als lignes isothermes oder lignes d’égale chaleur bezeichnet). Sie zählen zu seinen Anregungen, die „im globalen Maßstab die nachhaltigste Wirkung erzielt haben“.

## Thermodynamik

Isothermen eines idealen Gases im p-V-Diagramm

In der Thermodynamik werden Isothermen zum Beispiel im p-V-Diagramm eingezeichnet, um das Verhältnis von Druck p und Volumen V bei konstanter Temperatur abzubilden. Wenn sich Druck und Volumen ändern und dabei die Temperatur gleich bleibt, handelt es sich um eine isotherme Zustandsänderung.
Im p-V-Diagramm entspricht die verrichtete Arbeit eines Kreisprozesses der Fläche, die die Prozesskurven des Kreisprozesses umschließen. Ein Beispiel eines Kreisprozesses stellen zwei Isothermen und zwei Isochoren dar.
Die Isotherme eines idealen Gases im p-V-Diagramm ist, ableitbar aus der thermischen Zustandsgleichung, durch eine Hyperbel beschreibbar.
Ein weiteres Beispiel für Isothermen in der Thermodynamik sind Sorptionsisothermen.

## Meteorologie

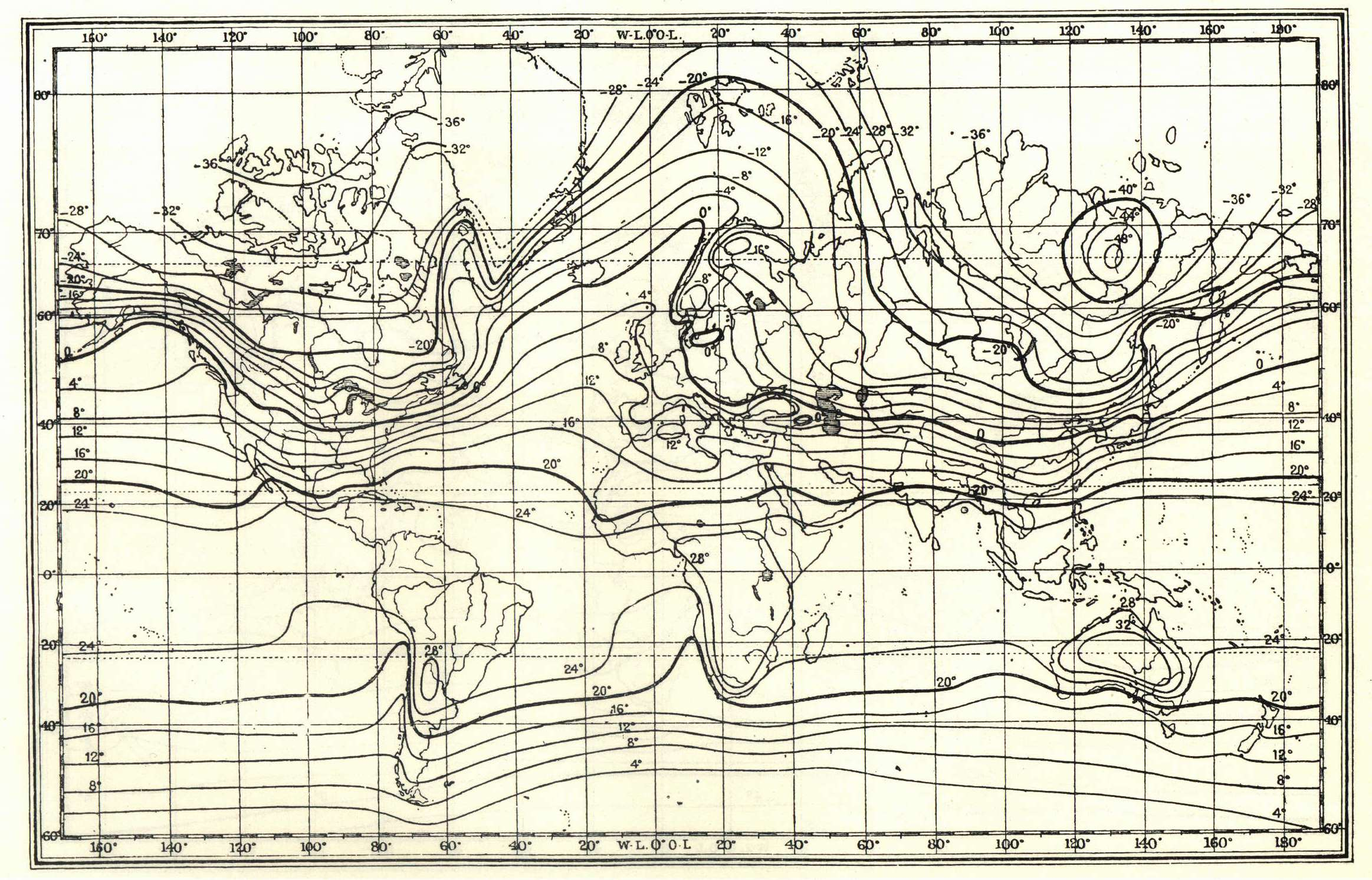
Wetterkarte mit Isothermen im Januar

In der Meteorologie werden Isothermen verwendet, um auf den meteorologischen Wetterkarten die Gebiete gleicher Temperatur zu kennzeichnen. Der Abstand der Isothermen gibt einen Hinweis auf den Umfang des Temperaturgefälles in einem Gebiet. Dieser aus der Anordnung benachbarter Isothermen ableitbare Temperaturgradient ist ein wichtiges Element bei der Wettervorhersage.
Üblich sind Jahresisothermen, die auf Basis der Jahresdurchschnittstemperaturen erstellt werden, sowie Januar- und Juliisotherme.